# Scinax brieni
A Scinax brieni a kétéltűek (Amphibia) osztályának békák (Anura) rendjébe és a levelibéka-félék (Hylidae) családjába tartozó faj.

## Előfordulása
A faj Brazília endemikus faja. Természetes élőhelye a  szubtrópusi vagy trópusi nedves síkvidéki erdők, szubtrópusi vagy trópusi nedves hegyvidéki erdők, folyók, édesvizű mocsarak, művelt területek, legelők, ültetvények, kertek, lakott területek, lepusztult erdők, pocsolyák, öntözött mezőgazdasági területek, időszakosan elárasztott mezőgazdasági területek, csatornák, árkok.